# Maroc British Cemetery
Le Maroc British Cemetery est un cimetière de la Première Guerre mondiale situé à Grenay dans le département français du Pas-de-Calais.

## Sépultures
| Pays        | Sépultures |
| ----------- | ---------- |
| Royaume-Uni | 1201       |
| Canada      | 178        |
| Allemagne   | 23         |
| France      | 22         |
| Total       | 1424       |

## Pour approfondir